# أيلين كوين
أيلين كوين (بالإنجليزية: Aileen Quinn )‏ (و. 1971  م) هي مغنية مؤلفة، ومخرجة أفلام، وملحنة، وراقصة، ومدرس، وممثلة مسرحية، وممثلة تلفزيونية، وممثلة صوت أمريكية.

## التعليم
تعلمت في Drew University ‏.

## جوائز
حصلت على جوائز منها:
- Young Artist Award for Best Leading Young Actress in a Feature Film [الإنجليزية]‏.

## وصلات خارجية
- أيلين كوين على موقع IMDb (الإنجليزية)
- أيلين كوين على موقع روتن توميتوز (الإنجليزية)
- أيلين كوين على موقع ألو سيني (الفرنسية)
- أيلين كوين على موقع ميوزك برينز (الإنجليزية)
- أيلين كوين على موقع أول موفي (الإنجليزية)
- أيلين كوين على موقع قاعدة بيانات برودواي على الإنترنت (الإنجليزية)
- أيلين كوين على موقع قاعدة بيانات الأفلام السويدية (السويدية)
- أيلين كوين على موقع إن إن دي بي (الإنجليزية)
- أيلين كوين على موقع أول ميوزيك (الإنجليزية)
- أيلين كوين على موقع ديسكوغز (الإنجليزية)